# Vochysia complicata
Vochysia complicata är en tvåhjärtbladig växtart som beskrevs av Adolpho Ducke. Vochysia complicata ingår i släktet Vochysia och familjen Vochysiaceae. Inga underarter finns listade i Catalogue of Life.